# Відніжний Кут
Відніжний Кут — затока, що розташована в Одеській області (Україна) за 600 км на південь від столиці країни Києва.

## Клімат
Клімат помірний. Середня температура 12°C. Найспекотніший місяць — серпень, 24°C. Найхолоднішим є лютий, 0°C. Середня кількість опадів становить 697 міліметрів на рік. Найвологішим місяцем є січень, 110 міліметрів опадів. Найвологіший — березень, 21 міліметр.